# Bandidus sinewitensis
Bandidus sinewitensis is een insect uit de familie van de mierenleeuwen (Myrmeleontidae), die tot de orde netvleugeligen (Neuroptera) behoort. 
Bandidus sinewitensis is voor het eerst wetenschappelijk beschreven door New in 1990.